# 瓦格拉姆站
瓦格拉姆站（法語：Wagram）是巴黎地鐵3號線的車站。瓦格拉姆站啟用於1910年5月23日，是巴黎地鐵3號線维利耶站至佩雷爾站延伸工程的一部分。車站的名稱來自於瓦格拉姆大街。

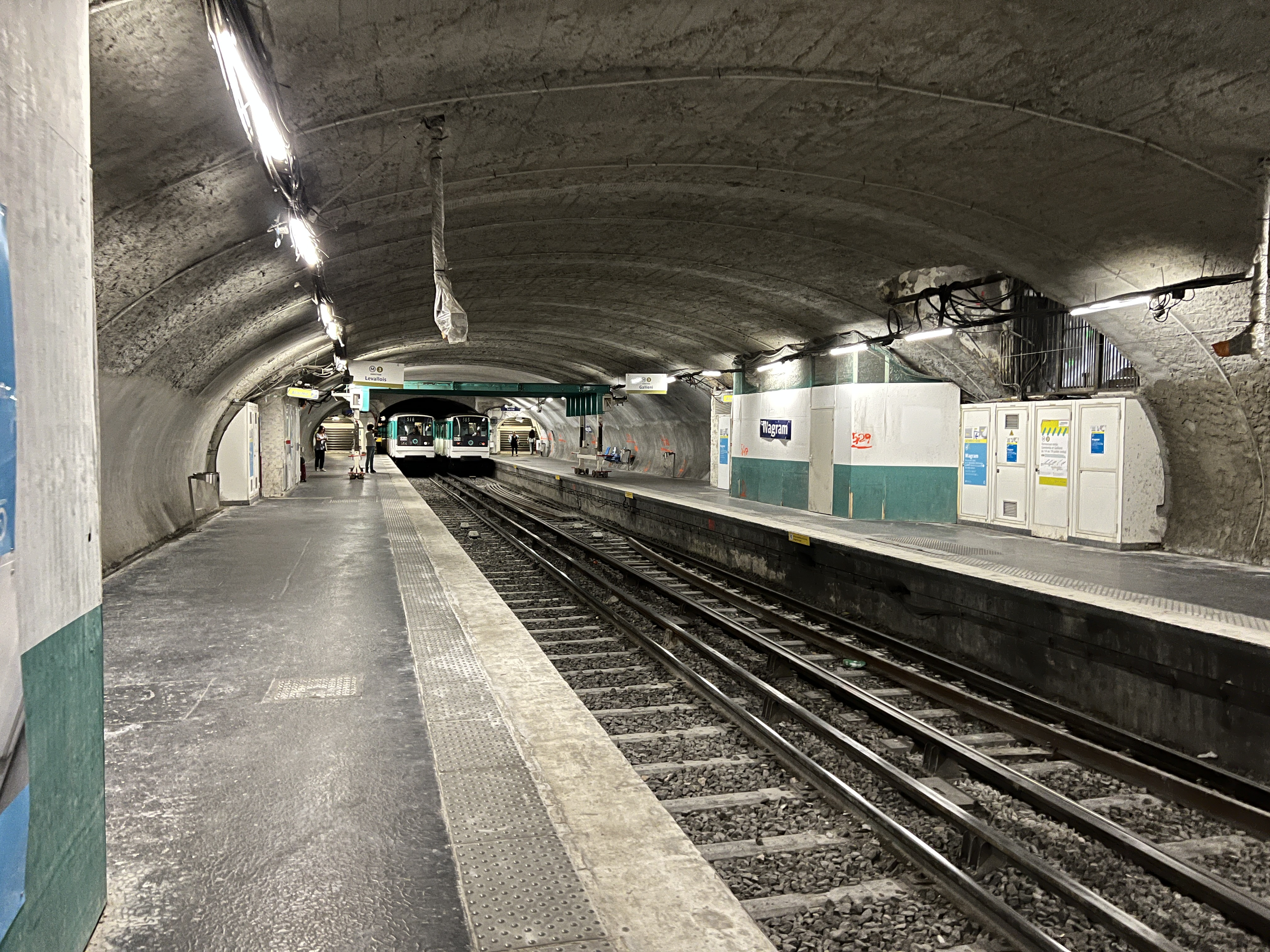
月台 (2022年7月)

## 車站結構
| 街道      |                    |                             |
| B1        | 夾層               |                             |
| 3號線月台 | 側式月台，右側開門 | 側式月台，右側開門          |
| 3號線月台 | 西行               | 往勒瓦卢瓦桥-贝孔（佩雷爾） |
| 3號線月台 | 東行               | 往加列尼（马勒塞布）        |
| 3號線月台 | 側式月台，右側開門 |                             |